# MD Helicopters
MD Helicopters, Inc. (MDHI) ist ein US-amerikanischer Hersteller von Hubschraubern mit Sitz in Mesa (Bundesstaat Arizona). Das Unternehmen ist im Besitz von Patriarch Partners.

## Allgemein
Die Anfänge des Unternehmens gehen auf die Flugzeugsparte der Hughes Tool Company zurück, die 1955 mit der Produktion von leichten Hubschraubern begann. 1984 wurde die Hubschrauberproduktion von Hughes Aircraft an McDonnell Douglas verkauft, welche wiederum 1997 Teil der Boeing Company wurde. Im Jahr 1999 verkaufte Boeing dann die Hubschrauberproduktion an die MD Helicopters Holdings Inc. (eine Tochtergesellschaft der niederländischen RDM Holding). Dieser Verkauf beinhaltete die einmotorigen MD 500E, MD 530F und die MD 520N und MD 600N  Modelle mit dem NOTAR-System sowie den zweimotorigen MD Explorer-Hubschrauber. Das Investmentunternehmen Patriach Partners unter der Führung von Lynn Tilton erwarb das Unternehmen 2005. Patriach Partners geriet 2020 in finanzielle Schwierigkeiten. Ein Verkauf von MD Helicopters scheiterte. Das Unternehmen meldete am 30. März 2022 Insolvenz nach Chapter 11 an.
Boeing behielt die Rechte am AH-64 Apache Kampfhubschrauber und das NOTAR-Patent.
Die Hubschrauber werden neben dem Hauptwerk am Falcon Field Airport (ICAO-Code: KFFZ) auch bei der Hongdu Aviation Industry Group (HONGDU) in Nanchang (Volksrepublik China) und von Turkish Aerospace Industries (TAI) in der Türkei hergestellt.

## Produkte
- MD Explorer
- MD 600N
- MD 520N
- MD 530F
- MD 500E